# Bay View Gardens
Bay View Gardens é uma vila localizada no estado americano de Illinois, no Condado de Woodford.

## Demografia
Segundo o censo americano de 2000, a sua população era de 366 habitantes. 
Em 2006, foi estimada uma população de 359, um decréscimo de 7 (-1.9%).

## Geografia
De acordo com o United States Census Bureau tem uma área de 
0,5 km², dos quais 0,5 km² cobertos por terra e 0,0 km² cobertos por água.

## Localidades na vizinhança
O diagrama seguinte representa as localidades num raio de 16 km ao redor de Bay View Gardens. 